# Czucheli
Czucheli (ukr. Чухелі) – wieś na Ukrainie, w obwodzie chmielnickim, w rejonie chmielnickim, w hromadzie Wołoczyska. W 2001 liczyła 669 mieszkańców, spośród których 668 wskazało jako ojczysty język ukraiński, a 1 rosyjski.